# Білл Туїлома
Білл Поні Туїлома (англ. Bill Poni Tuiloma, нар. 27 березня 1995, Отагугу, Нова Зеландія) — новозеландський футболіст, захисник американського клубу «Портленд Тімберз».

## Клубна кар'єра
Народився 27 березня 1995 року в передмісті Окленда — Отагугу. Вихованець юнацьких команд футбольних клубів «Вайтакере Юнайтед», «Біркенгед Юнайтед», «Лос-Анджелес Гелаксі», «Марсель».
На професійному рівні дебютував 2013 року виступами за дублюючу команду клубу «Марсель», в якій провів два сезони, взявши участь у 35 матчах чемпіонату. 2015 року вперше вийшов на поле у футболі головної команди з Марселю у матчі проти «Ренну». Проте того ж року був відданий в оренду клубу «Страсбур», у складі якого провів наступний рік своєї кар'єри гравця.
25 липня 2017 року перейшов до американського «Портленд Тімберз».

## Виступи за збірні

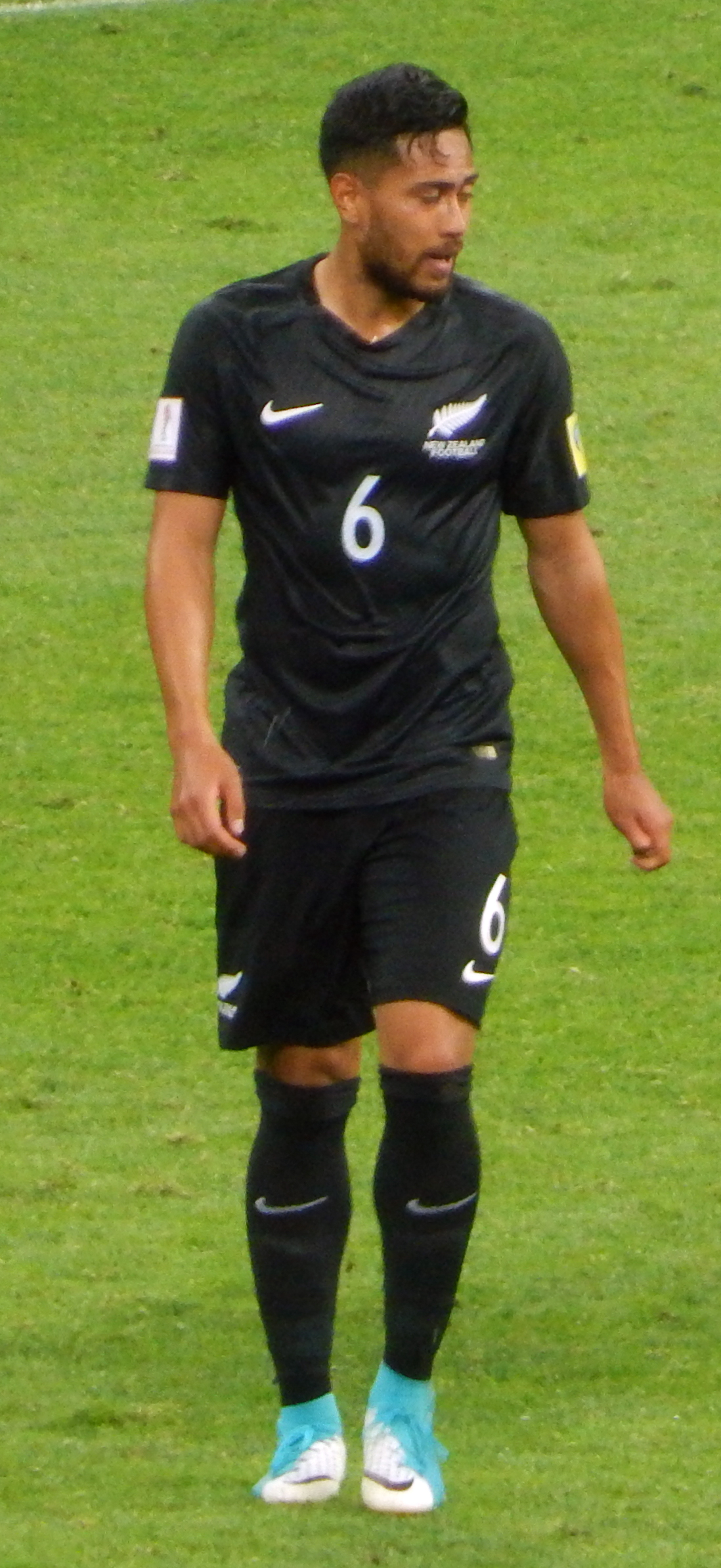
Туїлома у грі за Нову Зеландію, 2017

2011 року дебютував у складі юнацької збірної Нової Зеландії, взяв участь у 6 іграх на юнацькому рівні, відзначившись одним забитим голом.
Протягом 2013–2015 років залучався до складу молодіжної збірної Нової Зеландії. На молодіжному рівні зіграв у 9 офіційних матчах.
2013 року дебютував в офіційних матчах у складі національної збірної Нової Зеландії у матчі проти Тринідад і Тобаго. Наразі провів у формі головної команди країни 17 матчів.
У складі збірної був учасником кубка націй ОФК 2016 року у Папуа Новій Гвінеї, здобувши титул переможця турніру та розіграшу Кубка конфедерацій 2017 року у Росії.

## Титули і досягнення
- Переможець Юнацького чемпіонату ОФК (1):

Нова Зеландія (U-17):  2011
- Переможець Молодіжного чемпіонату ОФК (1):

Нова Зеландія (U-20):  2013
- Володар Кубка націй ОФК (1):

Нова Зеландія:  2016